# Sebastián Coates
Sebastián Coates (Montevideo, 1990. október 7. –) uruguayi labdarúgó, hátvéd, a Nacional játékosa.

## Pályafutása

### Klubcsapatokban
A Liverpool előtti csapatában, a Nacional Montevideo-ban 55 meccsen szerzett 8 gólt. A Liverpoolban eddig 11 meccsen 1 gólt szerzett. 
A 2011–2012-es szezonban ligakupát nyert a Liverpool csapatával.
2024. július 6-án 2025. december 31-ig kötött szerződést nevelő klubjával a Nacional csapatával.

### A válogatottban
2011-ben megnyerte válogatottjával, Uruguayjal a Copa Americat, amelynek a legjobb fiatal játékosának választották. Coates a válogatottban 9 meccsen 1 gólt rúgott.

## Sikerei, díjai

### Klub
- Nacional
  - Uruguayi bajnok: 2008–09, 2010–11

- Sporting CP
  - Portugál bajnok: 2020–21, 2023–24
  - Portugál kupa: 2018–19
  - Portugál ligakupa: 2017–18, 2018–19, 2020–21, 2021–22
  - Portugál szuperkupa: 2021

### Válogatott
- Uruguay
  - Copa América: 2011